# Čínská akademie věd
Čínská akademie věd (čínsky v českém přepisu Čung-kuo kche-süe-jüan, pchin-jinem Zhōngguó Kēxuéyuàn, znaky zjednodušené 中国科学院, tradiční 中國科學院) je akademie věd pro přírodní vědy v Čínské lidové republice. Hlavní sídlo má v pekingském obvodě Si-čcheng, ale má řadu ústavů po celé Číně. Vznikla v roce 1949 odštěpením od staršího Centrálního výzkumného institutu, který se stal akademií věd pro Čínskou republiku a přesídlil do Tchaj-peje na Tchaj-wanu.
S bezmála padesáti tisíci vědeckých pracovníků a rozpočtem v přepočtu přes 110 miliard korun (rok 2013) je Čínská akademie věd jednou z největších výzkumným organizací na světě. Je podřízena přímo Státní radě Čínské lidové republiky.

## Předsedové
- Kuo Mo-žo (1949–1978)
- Fang I (1978–1981)
- Lu Ťia-si (1981–1987)
- Čou Kuang-čao (1987–1997)
- Lu Jung-siang (1997–2011)
- Paj Čchun-li (2011–2020)
- Chou Ťien-kuo (od 2020)